# Jesper Fleckner
Jesper Fleckner (født 9. maj 1991) er en semi-professionel fodboldspiller, der senest spillede for den danske 1. divisionsklub Vejle Boldklub. Jesper Fleckner spiller centerforsvar.

## Karriere
Jesper Fleckner kom i 2007 til AGF, hvor han kom til at spille på andetholdet i 2. division. Han skiftede til FC Fyn i 2010, hvor han fik en 1-årig kontrakt. Herefter tog Fleckner turen til Færøerne, hvor han fik 10 kampe for FC Suduroy, men vendte dog i vinteren 2012 tilbage til Danmark, hvor han spillede for Brabrand IF indtil sommeren 2012, hvor han skiftede til Frem. I denne klub fik Fleckner 19 kampe inden han i sommeren 2013 skiftede til 1. divisionsholdet Brønshøj.
Fleckners første kamp for Brønshøj var en venskabskamp mod B93, hvor han scorede begge mål for Hvepsene. Sammen med Jacob Berthelsen udgjorde Fleckner centerforsvaret i sæsonen 2013/14, og i sommeren 2014 forlængede Brønshøj med Fleckner, som fik en halvandet år lang kontrakt.
Den 22. juli 2015 til han Vejle Boldklub, hvor det dog blev til begrænset spilletid, så parterne enedes om at ophæve kontrakten efter én sæson.